# KazEOSat-1
KazEOSat-1 (от англ. Kazakhstan Earth Observation Satellite) — первый казахстанский спутник дистанционного зондирования Земли, предназначен для космической съёмки земной поверхности центральной Азии в интересах государственных структур РК по проекту КС ДЗЗ РК. Спутник был запущен 30 апреля 2014 с космодрома Куру.

## Создание
Первый в истории Казахстана спутник ДЗЗ создан в рамках контракта, заключенного между Казкосмосом и французской компанией «Airbus Defence and Space» (прежнее название EADS Astrium). Создан по заказу Правительства Республики Казахстан европейской компанией “Airbus Defence and Space” (ранее EADS Astrium) на базе спутниковой платформы “Leostar-500-XO”..

## Запуск
Первоначально планировалось запустить с космодрома Домбаровский. Изначально запуск KazEOSat-1 был намечен на 29 апреля. Однако позже старт ракеты-носителя "Вега" со спутником был перенесен на 30 апреля.
30 апреля 2014 года с космодрома Куру (Французская Гвиана) осуществлен успешный запуск первого казахстанского спутника ДЗЗ высокого разрешения KazEOSat-1.
В качестве полезной нагрузки на борту спутника установлено сканирующее устройство “NAOMI” (New AstroSat Optical Modular Instrument), которое позволяет выполнять съемку с разрешением до 1 метра (в панхроматическом режиме) и до 4 метров (в мультиспектральном режиме). Также в Казмедиацентре специально была организована онлайн-трансляция запуска первого спутника ДЗЗ «KazEOSat-1» с французского космодрома «Куру».

## Первые испытания
На третьи сутки космический аппарат ДЗЗ выдал первые тестовые снимки Казахстана из космоса. Сопровождение спутника KazOESat-1 на орбите с первых минут старта вместе с французскими коллегами вели казахстанские специалисты, которые в дни запуска находились в центре управления полетами (ЦУП) в городе Тулузе.
Участие в приемке и обработке космических снимков с казахстанского спутника принял и новый ЦУП в Астане, в строящемся Национальном космическом центре Казахстана. Инженеры АО «НК «Қазақстан Ғарыш Сапары» ведут круглосуточное сопровождение KazOESat-1 на орбите.Производительность съемки космического аппарата “KazEOSat-1” составляет 220 000 кв. км в сутки. Максимальная длина полосы съемки - 2000 км.